# Echinops grijsii
Echinops grijsii là một loài thực vật có hoa trong họ Cúc. Loài này được Hance mô tả khoa học đầu tiên năm 1866.